# جیمز کرامول
جیمز اولیور کرامول (به انگلیسی: James Oliver Cromwell) (زاده ۲۷ ژانویه ۱۹۴۰) در لس آنجلس) بازیگر آمریکایی است.
او در فیلم‌های مسیر سبز، من، روبات و دختر ژنرال حضور داشته‌است.

## گزیدهٔ نقش‌آفرینی‌ها
- مسیر سبز
- من، روبات
- بدل‌ها
- گونه ۲
- دختر ژنرال
- مرد عنکبوتی ۳
- فرشتگان و دختران گاوچران
- دبلیو
- فرشتگان در آمریکا
- محرمانه لس‌آنجلس
- بلندقدترین انسان‌ها
- مردم علیه لری فلینت
- عزیز
- انحراف
- داستان ترسناک آمریکایی
- شش فوت زیر زمین
- پاک کننده
- تاثیر عمیق
- آر کی او ۲۸۱
- گاوچران‌های فضا
- عزب
- آرتیست
- تانک
- جهانگردان
- آراف‌کی
- روز یادبود
- همه ترس‌ها
- کادیلاک صورتی
- جین شدن
- با قتل کشتن
- برف پیما
- مارشال
- پیشتازان فضا: اولین برخورد
- مردی با دو مغز
- توپ سیاه
- بارش برف روی سروها
- پاپ جوان
- پاپ ژان پل دوم
- همگی در خانواده
- از آسیب رساندن بپرهیز
- هرگز خیلی دیر نیست
- محاکمه‌های کیت مک‌کال
- سربازان ثروت
- شکنجه